# Klement Jug
Klement Jug, slovenski alpinist, filozof in pisatelj, * 19. november 1898, Solkan, † 11. avgust 1924, Triglavska severna stena.

## Življenje
Klement Jug se je rodil v Solkanu, 19. 11. 1898, kot najmlajši od šestih otrok. Starša Anton Klement in mama Karlina Poberaj sta nekaj časa pred tem z dvoletnim delom v Argentini zaslužila dovolj denarja, da sta v domovini odprla manjšo trgovino in na tak način preživljala družino. (Virk 2014: 15) Po štirih letih ljudske šole je l. 1910–1915 obiskoval gimnazijo v Gorici, zaradi izbruha vojne pa je višjo dokončal v Ljubljani l. 1919. Med letoma 1917 in 1919 se je za eno leto prostovoljno javil v avstro-ogrsko vojsko in tik pred koncem vojne končal nemško častniško šolo. Akademsko pot je nadaljeval na novoustanovljeni Univerzi v Ljubljani z glavnima predmetoma naravoslovje in filozofija, kjer je bil učenec filozofa Franceta Vebra. Po odmevni, a danes izgubljeni doktorski disertaciji je odklonil vlogo asistenta na univerzi in se z namenom, da bi še naprej napredoval, l. 1923 vpisal na nadaljnje izpopolnjevanje v Padovi in načrtoval nadaljevanje v Pragi in Nemčiji.
Med prvomajskimi počitnicami leta 1921 je Jug začel ljubezensko zvezo z Milko Urbančič, ki je takrat delala kot nadomestna učiteljica v Šempetru. Ker sta kasneje živela na različnih krajih, sta si začela dopisovati, vseh pisem pa je do Jugove smrti leta 1924 preko 700, večina katerih je ohranjena. Njuno razmerje se je sicer končalo že nekoliko prej, ko ji je Jug, potem ko jo je med obiskom na Otlici 10. 5. 1924 opazil, kako se s tamkajšnjo družbo preveč sproščeno vede, prek pisma sporočil, da se ji odreka in je edina možnost ponovne sklenitve v tem, da ona pretrga vse vezi z otliško družbo in se korenito spremeni. Kako naj to stori, ji je napisal v naslednjem pismu, a to ni doseglo želenega učinka, saj se mu Milka ni podredila. Sledilo je le še pismo 17. maja in pa neodposlano, verjetno zadnje pismo v njuni korespondenci.
16. 7. je Jug odšel za mesec dni v planine, pred tem pa soplezalcem poslal točen razpored svojih načrtovanih vzponov. V njem je natančno določil, kdo ga bo v kateri smeri spremljal (med drugimi Kajzelj, Jelinčič, Volkar …) in zapovedal: »Brez reda ne dosežemo nič velikega. Turo vodim jaz, torej se ravnajte po mojih odločilih!« V tednih, ki so vodili do njegove smrti, je ves čas plezal in nizal vzpone, vedno več tudi samostojnih in zahtevnejših. 11. avgusta se je podal v svojo najtežjo, takrat še nepreplezano smer v zahodnem delu Severne triglavske stene, v kateri je domnevno v najtežjem delu smeri padel sto metrov in se ubil. Po nesreči so ga našli šele nekaj dni kasneje, 15. 8., v spodnji tretjini stene na polici. Pokopali so ga na Dovjem, 17. 8.

## Alpinizem
Jug se je prvič zares srečal z alpinizmom, ko ga je Zorko Jelinčič 16. junija 1920 vodil na vrh Triglava. Skozi sledeča leta je Jug počitnice med študijem vedno bolj izkoriščal za planinarjenje, sprva tudi zaradi zdravstvenih razlogov, saj si je od hribov obetal utrditev zdravja, po vojni se mu je na pljučih namreč pojavil bronhitis, njegov oče pa je umrl od jetike. Sčasoma so ga za gore navdušile tudi druge lastnosti, ki jih je zahtevalo hribolazenje in so se ujemale z njegovo življenjsko filozofijo – vztrajnost, nepopustljiva volja, pa tudi občutek lastne večvrednosti oz. dvignjenosti nad povprečneži. Prvič je na oddih v gore odšel spomladi 1921, da bi se umaknil frustraciji študijskih problemov. Iz njegovih pisem Milki takrat je razvidno, da se je v hribih počutil srečnega in sproščenega. Avgusta je bil spet v gorah in z Jelinčičem osvojil precej vrhov, med drugim Kanin, Mangart, Krn, Matajur, Triglav itd.
Leta 1922 je poleg študija ves čas posvetil alpinizmu – niso ga več zadovoljili navadni vzponi in je začel poudarjati duševni in fizični pomen plezalnih tur. Včlanil se je v Turistovski klub Skala in se že januarja odpravil na Grintovec. Ta zimski pristop opiše v svojem prvem objavljenem spisu Trije krti v snegu. Junija se je sam odpravil v Karavanke in potem v Julijske Alpe, konec meseca pa v slabem vremenu osvojil Jalovec. Med to turo je pri sestopu padel v krajno snežno razpoko in se poškodoval, a je v svojih zapisih o dotičnem dogodku vedno trdil, da se je iz zagate reševal hladnokrvno ter da mu je pomenila kvečjemu »priliko za opazovanje psiholoških procesov«. 
Njegov prvi plezalni alpinistični vzpon se je zgodil 23. 7. istega leta, ko se je v Vratih pridružil trem Skalašem (Jožetu Čopu, Janezu Kvedru in Alojzu Volkarju), ki so bili namenjeni preplezati (danes) Slovensko smer, takrat Tumovo.
11. 8. 1923 je z Volkarjem in Vladimirjem Kajzljem preplezal Dolgo Nemško smer v Triglavu, natančneje različico smeri nemških plezalcev, ki je kasneje postala klasična. Med plezanjem je, razen na najtežjem mestu, ekipo vodil prav Jug. Potem pa je vse do konca avgusta skoraj vsak dan opravil pristop ali pa vzpon. Do konca tistega leta in v naslednjem je opravil vrsto pristopov na dvatisočake in mnogo plezalnih vzponov; na greben Dovški križ – Oltar, severno steno Škrlatice ter Razorja, severozahodno steno Prisojnika, severozahodni greben Kočne, povezavo z grebena s Kranjske Rinke na Skuto in naprej čez Dolgi hrbet, Hudi prask v Mrzli gori, v Planjavi smeri Brinškov kamin in Jugovo poč ter severovzhodno steno Krna. V letu 1924 je nadaljeval z uspehi in vse najtežje podvige opravil brez soplezalca. Vse do svoje smrti tistega leta je prvenstveno preplezal vzhodno steno Stenarja, Macesnovec in greben na Rjavino, pa Spodnji in Visoki Rokav ter greben Rokav – Škrlatica, prav tako prvenstveno severozahodno steno Razorja, severovzhodno steno Prisojnika, severozahodno steno Dovškega Gamsovca, greben obeh Martuljških Ponc ter severno steno Škrbine v Zadnjem Prisojniku, kar je bil njegov najtežji vzpon.
Jug je pogosto je napovedoval svojo smrt v gorah, kar je tudi pripomoglo k nekaterim teorijam, da je imel samomorilska nagnjenja. Bil je tudi izjemno samozavesten in je hotel biti v svojih vzponih in dosežkih že takoj med prvimi, alpinizem pa mu je predstavljal tudi premagovanje strahu pred smrtjo. Njegova tekmovalnost je bila jasna, svoje plezalske motive je kasneje opredeljeval kot »delo za narod in človeštvo«. Že po svojem prvem vzponu (23. 7. 1922) se je začela oblikovati njegova alpinistična filozofija. O nevarnosti alpinizma je pravil, da »prav za prav ni v stenah in prepadih, marveč v človeškem subjektivnem razpoloženju samem. Zmage torej, ki jih doseže plezalec, so zmage nad stenami le z ozirom na zmožnosti; v moralnem oziru pa so zmage nad samim seboj! Obvladaj svojo lastno notranjost in hodi, pa boš obvladal tudi 'nevarnosti'!«
Najpomembnejši prispevek, ki naj bi ga Klement Jug pridal k slovenskemu alpinizmu, je sprememba takratne mentalitete. Poleti 1921 sta v Turski gori Vladimir Kajzelj in Karleto Tauzher opravljala zelo zahteven prvenstveni vzpon. V zadnjem raztežaju se je Tauzher zaradi Kajzljeve napake pri varovanju ubil in Turistovski klub Skala je bil zaradi tega pod hudim pritiskom javnosti do te mere, da je bilo treba podati izjavo, v kateri je bilo zatrjeno, da »ne goji plezanja po težkem in nevarnem terenu«. Posledično plezalci niso več izvajali tako zahtevnih vzponov in meja dosežkov se ni višala. Leto kasneje je v tako stanje vstopil Jug in vpeljal svojo mentaliteto »kjer je volja, tam je pot«. Njegovo gonilo, ki ga je preložil tudi na ostale, je bila tekmovalnost in višanje zahtevnosti ter nevarnosti pri plezanju.
Po Jugu se danes imenuje planinski dom v Lepeni.

## Filozofija
15. marca 1919 je Jug za domačo nalogo v gimnaziji napisal spis »Slovo od gimnazije« po vzoru Prešernove pesnitve. V njem se zavzema za višje vrednote in odreka užitkom ter poveličuje izkušnje v življenju, ki jih razume kot pomembnejše od znanja, pridobljenega v šolah. Izrazi hvaležnost Bogu za vojno, ki mu je utrdila značaj in naznani, da ima življenje vrednost le v stremenju k popolnosti brez konca.
Ko se je l. 1919 vpisal na študij filozofije v Ljubljani, je postal njegov učitelj in mentor znameniti profesor France Veber. Do leta 1922 je Jug še sledil njegovim idejam, potem pa se je od profesorja oddaljil zaradi drugačne filozofske miselnosti – npr. pri opredelitvah narave človeškega spoznavanja in prepričanja – pa tudi z namenom čim hitrejšega napredovanja.
V 240-stranski doktorski disertaciji s polnim naslovom Vzročni potek nagonskega življenja. (Monografična študija.) I. del. O psihološki kavzalnosti sploh, ki jo je spisal v dveh mesecih, se je ukvarjal z vzroki za duševne pojave in nastankom doživljaja. Metodologija je bila osnovana na samoopazovanju, Veber pa jo je imenoval analitično-induktivna. Disertacija je danes izgubljena.
Med dvomesečnim študijem v Padovi se je pod profesorjem Vittorijem Benussijem začel ukvarjati tudi z eksperimentalno psihologijo in etičnimi problematikami. Načrtoval je štiridelno knjigo z naslovom Etika, ki pa, poleg mnogih drugih projektov, zaradi njegove zgodnje smrti ni bila nikoli uresničena. To, v povezavi z dejstvom, da se velik del Jugove zapuščine ni ohranil, pomeni, da je celosten pogled na njegovo filozofijo do določene mere onemogočen. 
Tako se je Jug od znanstvenika na fakulteti preoblikoval v etičnega reformatorja, ki je želel narodu pokazati pravo smer. Povezovali so ga tudi z Nietzschejem, predvsem zaradi volje do moči, ki je bila po njegovem gonilna sila za usmerjanje človekovih dejanj in njegovih želj po presežkih, pa tudi zaradi sintagme »Živi nevarno!«. Kljub tem vzporednicam ga njegov pogled na vest, ki je naravnana k dobremu in prepričanje, da pravo spoznanje resnice prinaša le trpljenje, hrepenenje po večnosti in polnost, jasno loči od nihilizma in s tem Nietzscheja.
Virk je o tem zapisal, da »pri Jugu ne gre zares za eksistencialno doživetje niča in groze zgolj niča, ampak bolj za racionalni, nihilistično intonirani premislek ter za postavljaško izzivanje smrti, ki se ne izteče v smisel, temveč, nasprotno, v nepotrebno smrt, v nesmisel niča.«
Gore so mu predstavljale prostor za udejanjanje svoje filozofije o trdnosti človekove volje in vztrajnosti, s katero lahko posledično vpliva tudi na družbo.
»[N]apredovanje [mlajših planincev] naj se tiče turistovskih zmožnosti, ki si jih lahko planinci medsebojno z opisovanjem lastnih izkušenj stopnjujejo, ali podviga etičnega in s tem kulturnega momenta v turistiki, torej krepitve značajev, kar prava turistika itak zahteva s pogumom, požrtvovalnostjo za tovariše, z zvestobo, z odpovedovanjem udobnostim in drugim užitkom ter s samohotno disciplino, ki mora pri kulturnem človeku nadomestiti pokorščino. Nazorni spisi tozadevnih izkušenj in doživljajev naših planincev bi lahko bili velikega pomena tudi za narod […].« (Jug 1928)

## Delo
V mladosti je prebiral slovenske in ruske klasike in pod psevdonimom Miloš Trpin pisal pesmi, med drugim cikel sedmih sonetov »Za cilji« in prevod Fausta, ki obsega 22 verzov. V prozi se je preizkusil s črtico o »Zvonimiru-poetu«, od vsega tega pa ni danes ohranjeno nič.
Kasneje je poleg svoje disertacije in pisem pisal tudi za Planinski vestnik, kjer je objavljal spise, o katerih je povedal, da je njihov namen pedagoški, saj je hotel, da »[bi] vzgaja[li] […]  mlajše tovariše v čim popolnejše turiste s tem, da jim z nazornim podajanjem alpinističnih doživljajev nadomesti[jo] lastne izkušnje.« (Virk) Ti spisi so zbrani izšli leta 1936, leta 1997 pa bili ponatisnjeni pod naslovom Stena in smrt: planinčevi zapiski.

## Mitizacija
Jugova nenadna smrt je bila povod za obširno in dolgotrajno mitizacijo ter ugibanja o njegovem neizkoriščenem potencialu, genialnosti, pa tudi potencialnih samomorilskih težnjah.
Takoj po njegovi smrti so bili največji oznanjevalci njegove edinstvenosti in srčnosti prav njegovi prijatelji, npr. Jelinčič, ki je zapisal, da ne more verjeti, da ga ni več med živimi, Kajzelj, ki v zapisu Ob grobu tovariša dr. Juga iz l. 1924 pravi: »Zapuščaš nas, zapustil nas nisi …«, Bartol pa je celo dopuščal možnost, da je Jug, če ne bi našli njegovega trupla, nekako preživel, nekje tajno deluje in bo nekoč prišel kot veliki odrešenik našega naroda. 
O Jugovi drznosti, vzgoji volje in pomenu, ki so jo njegova miselnost in dejanja imela za narodno, filozofsko in plezalno področje, so pisali mnogi, predvsem pa prijatelji in znanci, izdan je bil tudi zbornik o njegovem življenju in delu leta 1926 – prav tako pa so bile prisotne kritike Jugovega samosvojega obnašanja, ki so ga obsojali za izzivanje narave in življenja.

## Klement Jug v slovenski literaturi
- Vladimir Bartol, Razgovor pod Grintovcem. Naš obzor 1933 (1/11–13; 2/79–82).
- Vladimir Bartol, Zgodbe okrog doktorja Juga in doktorja Krassowitza (Al Araf), 1935.
- Alojz Rebula, Skrivnost severne stene, 1948; Dr. Klement Jug 1898–1924, 1995.
- Alojz Gradnik, Zadnja stena, PV 1954.
- Tone Svetina, Stena, 1973.
- Drago Jančar, Klementov padec (drama), 1988.
- Dušan Jelinčič, Legenda strastnega Klementa, ki je hlastal po popolnosti. Dr. Klement Jug 1898–1924: Gradivo pogovora ob stoletnici rojstva, 1998.